# Görögfalu
Görögfalu (1899-ig Zavadka, szlovákul: Závadka) község Szlovákiában, a Kassai kerület Gölnicbányai járásában. Magyar neve onnan származik, hogy lakosságának többsége görögkatolikus.

## Fekvése
Iglótól 21 km-re délkeletre, a Gölnic és a Hernád között található.

## Története
A községet a márkusfalvi Máriássyak családjából származó Batiz alapította, amikor 1270-ben a lengyelországi Nowy Targból bányászokat telepített ide. Első írásos említése 1352-ből származik „Zavada” alakban. A Máriássy család birtoka volt. A 16. század elején az elmenekült lakosság pótlására a pásztorjog alapján ruszinokat telepítettek a községbe. A falu lakói híres bacsák voltak, akik kiváló sajtot készítettek. Emellett a Budapestről Krakkóba tartó kereskedelmi útvonal őrzése is feladataik közé tartozott. A 18. században ismét megindult a termelés a bányákban. Főleg rezet, aranyat és ezüstöt bányásztak itt. 1787-ben 85 házában 628 lakos élt.
A 18. század végén Vályi András így ír róla: „ZAVADA. Elegyes falu Szepes Várm. földes Ura Lőtse Városa, fekszik Lőtséhez 1 1/4 mértföldnyire; határja hegyes, és néhol sovány.”
A 19. században Albrecht főherceg volt a falu kegyura, aki vasolvasztót építtetett ide. 1828-ban 105 háza és 685 lakosa volt.
Fényes Elek 1851-ben kiadott geográfiai szótárában így ír a faluról: „Zavadka, Szepes v. orosz falu, Markusfalva fil. 10 kath., 741 g. kath. lak. Görög kath. paroch. Rézbányák. F. u. a Márjássy nemzetség. Ut. post. Lőcse.”
1880 és 1890 között sok lakója kivándorolt a tengerentúlra. A trianoni diktátumig Szepes vármegye Iglói járásához tartozott.
A második világháború alatt a környéken tevékenykedő partizánokat segítették a lakosok.

## Népessége
| Év:            | 1994. | 2004.    | 2014.   | 2024.   |
| -------------- | ----- | -------- | ------- | ------- |
| Emberek száma: | 537   | 606      | 613     | 634     |
| Eltérés:       |       | +12,84 % | +1,15 % | +3,42 % |

| Év:            | 2023. | 2024.   |
| -------------- | ----- | ------- |
| Emberek száma: | 616   | 634     |
| Eltérés:       |       | +2,92 % |

1910-ben 710, túlnyomórészt ruszin lakosa volt.
2001-ben 600 lakosából 400 fő szlovák, 134 cigány és 61 ruszin volt.
2011-ben 606 lakosából 433 fő szlovák és 124 ruszin.

## Nevezetességek
- A község temploma 1775 és 1778 között épült. A fatemplomot később átépítették kőtemplommá, majd ezt 1925-ben a falu lakói lebontották és megnagyobbították. Az eredeti templomból csak a torony és a kripta maradt. Tornyában három harang (Mihály arkangyal, Mátyás és Kisharang) lakik.[5]
- A falu két végén egy-egy kápolna áll.
- Görögfaluban megmaradt néhány ház, mely a népi építészetet őrzi.